# Yves du Manoir
Yves Le Pelley Dumanoir (Vaucresson, 11 agosto 1904 – Reuilly, 2 gennaio 1928) è stato un rugbista a 15 francese.

## Biografia
È morto il 2 gennaio 1928 durante un incidente aereo. Dopo la sua morte, gli è stato intitolato lo Stadio olimpico di Parigi.